# タギング
タギング（tagging）とは街のあちこちに見られるマーカーやスプレーペンキで描かれた落書きの一種で、特に個人や集団のマーク（目印）とされるものを描いて回る行為・またはそれによって描かれたモノである。